# Abram Wilson
Abram Wilson (30. srpna 1973, Fort Smith, Arkansas, USA – 9. června 2012) byl americký jazzový trumpetista. Na trubku začal hrát ve svých devíti letech. Studoval na New Orleans Center for Creative Arts (NOCCA). Zemřel na rakovinu ve věku 38 let.